# Mukho-dong
Mukho-dong (koreanska: 묵호동) är en stadsdel i staden Donghae i  provinsen Gangwon i den nordöstra delen av Sydkorea,  190 km öster om huvudstaden Seoul.